# Miami River
Miami River er en flod i den amerikanske stat Florida, der løber gennem Everglades National Park og byen Miami.
Den 8,9 km lange flod flyder fra endepunktet i Miami Canal til Biscayne Bay.